# 1183 w polityce

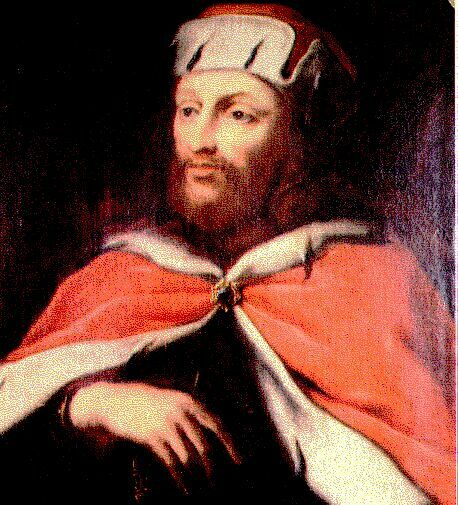
Otton I Bawarski

Wydarzenia polityczne w 1183 roku.

## Wydarzenia
- 25 czerwca Fryderyk I Barbarossa z miastami włoskimi traktat w Konstancji[1][2][3].
- Saladyn, po podporządkowaniu Aleppo i Edessy, przeniósł swą siedzibę do Damaszku[2][3].

## Zmarli
- 11 lipca Otton I, książę Bawarii[4].